# Championnats du monde simple distance de patinage de vitesse 2024
Navigation
Heerenveen 2023 Édition suivante
Les Championnats du monde simple distance de patinage de vitesse 2024 se déroulent à Calgary du 15 au 18 février 2024. L'événement est organisé par l'Union internationale de patinage (ISU).
Il y a seize épreuves au total : huit pour les hommes et huit pour les femmes. Les différentes distances sont le 500 mètres, le 1 000 mètres, le 1 500 mètres, 5 000 mètres (3 000 pour les femmes) et 10 000 mètres (5 000 pour les femmes). Les trois autres épreuves sont la poursuite par équipes, le sprint par équipes et un départ mass start.

## Palmarès

### Résultats
| Épreuves             | Or                                                                   | Or          | Argent                                                           | Argent   | Bronze                                                                        | Bronze   |
| -------------------- | -------------------------------------------------------------------- | ----------- | ---------------------------------------------------------------- | -------- | ----------------------------------------------------------------------------- | -------- |
| Hommes               |                                                                      |             |                                                                  |          |                                                                               |          |
| 500 m                | Jordan Stolz                                                         | 33.69       | Laurent Dubreuil                                                 | 33.95    | Damian Żurek                                                                  | 34.11    |
| 1 000 m              | Jordan Stolz                                                         | 1:06.05     | Ning Zhongyan                                                    | 1:06.53  | Kjeld Nuis                                                                    | 1:06.80  |
| 1 500 m              | Jordan Stolz                                                         | 1:41.44     | Kjeld Nuis                                                       | 1:42.661 | Peder Kongshaug                                                               | 1:42.667 |
| 5 000 m              | Patrick Roest                                                        | 6:07.28     | Davide Ghiotto                                                   | 6:08.61  | Sander Eitrem                                                                 | 6:09.00  |
| 10 000 m             | Davide Ghiotto                                                       | 12:38.82    | Ted-Jan Bloemen                                                  | 12:47.01 | Graeme Fish                                                                   | 12:48.61 |
| Sprint par équipe    | Canada- Anders Johnson - Laurent Dubreuil - Antoine Gélinas-Beaulieu | 1:17.173 WR | Pays-Bas- Janno Botman - Jenning de Boo - Tim Prins              | 1:17.175 | Norvège- Henrik Fagerli Rukke - Bjørn Magnussen - Håvard Holmefjord Lorentzen | 1:17.31  |
| Poursuite par équipe | Italie- Davide Ghiotto - Andrea Giovannini - Michele Malfatti        | 3:35.00     | Norvège- Sander Eitrem - Peder Kongshaug - Sverre Lunde Pedersen | 3:36.07  | Canada- Antoine Gélinas-Beaulieu - Connor Howe - Hayden Mayeur                | 3:36.72  |
| Mass start           | Bart Swings                                                          | 63 pts      | Antoine Gélinas-Beaulieu                                         | 40 pts   | Livio Wenger                                                                  | 20 pts   |
| Femmes               |                                                                      |             |                                                                  |          |                                                                               |          |
| 500 m                | Femke Kok                                                            | 36.83       | Kim Min-sun                                                      | 37.19    | Kimi Goetz                                                                    | 37.21    |
| 1 000 m              | Miho Takagi                                                          | 1:12.83     | Han Mei                                                          | 1:13.27  | Jutta Leerdam                                                                 | 1:13.28  |
| 1 500 m              | Miho Takagi                                                          | 1:52.29     | Han Mei                                                          | 1:52.72  | Joy Beune                                                                     | 1:52.91  |
| 3 000 m              | Irene Schouten                                                       | 3:57.10     | Isabelle Weidemann                                               | 3:58.01  | Martina Sáblíková                                                             | 3:58.33  |
| 5 000 m              | Joy Beune                                                            | 6:47.72     | Irene Schouten                                                   | 6:48.98  | Martina Sáblíková                                                             | 6:51.88  |
| Sprint par équipe    | Canada- Carolina Hiller - Maddison Pearman - Ivanie Blondin          | 1:25.14     | États-Unis- Sarah Warren - Erin Jackson - Brittany Bowe          | 1:26.04  | Pologne- Andżelika Wójcik - Iga Wojtasik - Karolina Bosiek                    | 1:26.63  |
| Poursuite par équipe | Pays-Bas- Joy Beune - Marijke Groenewoud - Irene Schouten            | 2:51.20     | Canada- Ivanie Blondin - Valérie Maltais - Isabelle Weidemann    | 2:54.03  | Japon- Momoka Horikawa - Ayano Sato - Miho Takagi                             | 2:54.89  |
| Mass start           | Irene Schouten                                                       | 60 pts      | Ivanie Blondin                                                   | 42 pts   | Marijke Groenewoud                                                            | 21 pts   |

### Tableau des médailles
| Rang  | Nation       | Or | Argent | Bronze | Total |
| ----- | ------------ | -- | ------ | ------ | ----- |
| 1     | Pays-Bas     | 6  | 3      | 4      | 13    |
| 2     | États-Unis   | 3  | 1      | 1      | 5     |
| 3     | Canada       | 2  | 6      | 2      | 10    |
| 4     | Italie       | 2  | 1      | 0      | 3     |
| 5     | Japon        | 2  | 0      | 1      | 3     |
| 6     | Belgique     | 1  | 0      | 0      | 1     |
| 7     | Chine        | 0  | 3      | 0      | 3     |
| 8     | Norvège      | 0  | 1      | 3      | 4     |
| 9     | Corée du Sud | 0  | 1      | 0      | 1     |
| 10    | Tchéquie     | 0  | 0      | 2      | 2     |
| 10    | Pologne      | 0  | 0      | 2      | 2     |
| 12    | Suisse       | 0  | 0      | 1      | 1     |
| Total | Total        | 16 | 16     | 16     | 48    |

## lien externe
- Site officiel